# Titus the Fox
Titus the Fox egy számítógépes platformjáték, amelyet a Titus France fejlesztett és adott ki DOS-ra , macOS-re, Amstrad CPC-re, Amigara, Atarira és Game Boyra. A játék eredetileg 1991-ben Lagaf ': Les Aventures de Moktar - Vol 1: La Zoubida címen jelent meg Franciaországban, de 1992-ben, nemzetközi kiadásokra való tekintettel, megváltoztatták a címet Titus the Fox-ra, és a főszereplő komédiást is kicserélték a Titus kabalaállatára, vagyis egy rókára. Az eredeti francia címet Vincent Lagaf' francia komikus La Zoubida című száma ihlette, és a játék története merít az arab mitológiából is.
Bár a két játék nagyjából megegyezik, vannak különbségek. A Les Aventures de Moktar - Vol 1: La Zoubida zenéje az első és a hatodik pályán eltér a Titus the Fox-tól, valamint tartalmaz egy extra pályát is, amit a Titus the Fox-ból kihagytak, mert a készítők szerint túlságosan gyenge lett. Ezenkívül néhány pályán apróbb változtatások is történtek, ezek azonban nem befolyásolják lényegesen a játékmenetet.

## A játék menete
Titus szeretett Suzyját elrabolták Marokkó fővárosában, és hogy visszaszerezze, a játékosnak 14 szinten kell továbbjutnia. A cél a kutyák, utcai bűnözők, részegek, az óriási méhek és más lények elkerülése. A játékos tárgyakat és egyes ellenfeleket dobhat az ellenségekre ezzel kiütve őket. Két-három pályánként megjelenik egy főellenség is, akit le kell győzni a sikeres befejezéshez. A pályák során gyakran van szükség egyes tárgyak egymásra helyezésére, illetőleg azonnali halált jelentő felületek (tüskék) leburkolására, valamint jellemzően sok az eldugott rejtekhely és titkos átjáró is, ezek elhelyezése azonban sokszor - például a levegőbe rakva - nem egyértelmű. Titus az elvesztett életerőt extra bónuszok felszedésével szerezhet vissza, illetve bizonyos számú extra bónusz begyűjtése után jutalom-életet kap. A későbbi pályák egyre fokozódó nehézsége miatt célszerű ezeket gyűjtögetni, mert az életek egy nehezebb szakaszon könnyen elveszhetnek. A játék negyedik pályájától már jellemzőek a logikai rejtvények, amit különleges tárgyak - dobozok, rugó, labda - felhasználásával lehet megoldani.
A játék állásának a mentésére nincs lehetőség, de minden pályán van egy pályakód amit aktiválni lehet és legközelebb a kód beírásával az adott pályáról indul a játékos. A játék egyedi módon minden számítógépen más-más kódokat rendel a pályákhoz, így a kijegyzetelt kódok a játék másolatához nem használhatóak.

## Fordítás
Ez a szócikk részben vagy egészben  a   Titus the Fox című angol Wikipédia-szócikk fordításán alapul.  Az eredeti cikk szerkesztőit annak laptörténete sorolja fel. Ez a jelzés csupán a megfogalmazás eredetét és a szerzői jogokat jelzi, nem szolgál a cikkben szereplő információk forrásmegjelöléseként.